# Rumunyest
Rumunyest (1911-ben Bégabarlang, románul: Românești) falu Romániában, a Bánátban, Temes megyében.

## Fekvése
A Béga partján, Lugostól 48 km-re északkeletre fekszik.

## Története
Neve 1464-ben Romanesth, 1554-ben Romanıšt, 1696-ban Rumunest, majd Romoniest, 1717-ben Rumunesche. 1911-ben a Bégabarlang névre keresztelték át, de a Belügyminisztérium közbeavatkozására visszakapta korábbi nevét. 1514–16-ban 19 jobbágycsaláddal a marzsinai kerületben feküdt. Lippa várának eleste után a Hódoltsághoz tartozott. 1717-ben hat, 1776-ban az ortodox egyház összeírásakor 69 házzal írták össze. 1833-ban a kincstártól Fábry János kapta meg. 1968-ig Kurtya községhez tartozott.

## Népessége
- 1910-ben 712 lakosából 681 volt román, 14 magyar és 6 német anyanyelvű; 690 ortodox és 16 római katolikus vallású.
- 2002-ben 581 lakosából 579 volt román nemzetiségű; 536 ortodox, 30 pünkösdista, 7 adventista és 7 baptista vallású.

## Nevezetességei
- A Peștera cu Apă vagy Peștera Colțu cseppkőbarlang a falutól légvonalban 3,5 km-re délkeletre, a hegyek között, az erdőben. A barlang 370 méter hosszú, bejárata 9,5×2 méter széles. 1984 óta minden október közepén szimfonikus zenekar koncertezik benne.
- A falu határában több 18–20 °C-os, nagyjából állandó hőmérsékletű forrás fakad. Vizüknek a nép gyógyító erőt tulajdonított, a körülöttük kialakult, vízinövényekkel benőtt tavakat évszázadok óta rituális fürdőzésre használták. A Béga két ágának összefolyása mellett előtörő 18 °C-os, Miron Cristea püspök tiszteletére Izvorul lui Mironnak ('Miron-forrás') elnevezett forrás mellett 1912-ben alapítottak ortodox kolostort, amelyet végül 1931-ben szenteltek fel.
- A falu Keresztelő Szent János tiszteletére állított ortodox fatemploma a 18. századból való. Korábban egy ehhez nagyon hasonló, 1750-ben épült fatemplom állt Tomesten és egy 1794-ben épült Lunkányban. Mindkettőt a 20. század második felében rombolták le.